# Serrata plicatula
Serrata plicatula är en snäckart som först beskrevs av Suter 1910.  Serrata plicatula ingår i släktet Serrata och familjen Marginellidae. Inga underarter finns listade i Catalogue of Life.